# Orange (fiume)
L'Orange od Oranje (noto in passato anche come Gariep e Grootrivier) è il principale fiume (dal punto di vista geografico e antropico) del Sudafrica e uno dei più importanti dell'Africa meridionale.

## Storia
Fu scoperto dagli europei nel 1760 e prese il nome dalla Casa d'Orange. La sorgente più alta si trova sulle montagne Drakensberg; in seguito accoglie l'acqua di molti altri affluenti (il più importante è il Vaal) per poi sfociare nell'oceano Atlantico. Nella prima parte del suo corso costituisce un confine naturale fra Sudafrica e Lesotho e nella parte finale tra Sudafrica e Namibia.

## Geografia
La sorgente dell'Orange si trova nelle montagne Drakensberg al confine fra il Sudafrica e Lesotho, a 193 km dall'Oceano Indiano e oltre 3000 m d'altitudine. La parte del fiume che scorre nel Lesotho viene chiamata Senqu e ghiaccia parzialmente d'inverno. Dopo aver raggiunto il suo principale affluente, il Vaal, l'Orange attraversa le aride distese del Kalahari e del Namaqualand, formando il confine naturale fra Sudafrica e Namibia.
Negli ultimi 800 km del suo corso riceve numerosi altri affluenti, quasi tutti dalla scarsa portata e secchi nelle stagioni calde (il principale è il Molopo). In questa zona, il livello sul mare del fiume scende di 122 m nell'arco di 26 km, dando luogo anche alle "cento cascate" dell'Augrabies Falls National Park. Il fiume sfocia infine nell'oceano Atlantico presso Alexander Bay, località situata a metà strada fra Città del Capo e Walvis Bay. Gli ultimi 30 km circa non sono navigabili a causa di rapide e secche di sabbia.

## Regime
Nella stagione asciutta (l'inverno) il volume idrologico del fiume è parzialmente ridotto, mentre nella stagione delle piogge, viceversa, il fiume diventa impetuoso e violento. Nella zona della sorgente le precipitazioni raggiungono i 2000 mm annui, ma questo valore diminuisce man mano che ci si sposta a ovest, fino ai 50 mm scarsi nella regione della foce.
|  |